# 江見町 (千葉県)
江見町（えみまち）は、千葉県安房郡にかつて存在した町である。現在の鴨川市の南部に位置している。
本項では、1889年（明治22年）の町村制施行により編成された江見村（当初は朝夷郡所属）、1933年（昭和8年）に江見村が町制を施行して成立した江見町（初代）、昭和の大合併で発足し1971年（昭和46年）まで存続した江見町（2代目）について扱う。

## 地理
現在の鴨川市南部に位置する。現在の鴨川市域はおおむねかつての長狭郡の範囲と重なっているが、初代江見町域は朝夷郡に属していた地域である。
鴨川市域を町村制施行当時の町村（旧町村）によって12地区に区分する場合、初代江見町域が「江見地区」と呼ばれる。現在の大字では江見青木（えみあおき）・東江見（ひがしえみ）・西江見（にしえみ）・江見内遠野（えみうとの）・江見東真門（えみひがしまかど）・江見西真門（えみにしまかど）・江見外堀（えみそとぼり）が「江見地区」に含まれる。なお、江見太夫崎・江見吉浦は「江見」を冠称し、旧朝夷郡域に含まれる地域であるが、太海地区に属する。
鴨川市域を、鴨川市成立時およびその後の合併時の町村によって4地区に区分することもあり、この場合の「江見地区」は江見町（2代目）の範囲である。この「江見地区」には江見・太海、曽呂村の3つの旧町村が含まれる。
1926年（大正15年）時点の江見村は、東に太海村、西に和田町、北は山地を隔てて曽呂村・太海村と接していた:1080。旧来の集落は東江見・西江見・東真門・西真門・内遠野・青木・外堀の7つとされる:1080。当時は全村を東・西・南・北の4行政区に分けていた:1080-1081。

## 歴史

### 前近代
のちに江見町（初代）となる地域は、明治初年まで朝夷郡に属していた地域である。寛永7年（1630年）、真門村を東真門・西真門村に分割:1081。慶安2年（1649年）、江見村を東江見・西江見村に分割:1080。正徳元年（1711年）、西真門村から青木村が分村した:1080。

### 近代

#### 町村制以前
明治初年、町域一円は長尾藩領となった。1877年（明治10年）、東真門村と西真門村が合併し真門村となる:1081。
1879年（明治12年）、東江見・西江見・青木・内遠野の4か村連合戸長役場と、真門・花園・柴の3か村連合戸長役場が発足:1081。1884年（明治17年）には東江見外8か村連合戸長役場が置かれた:1081。

#### 江見村→江見町（初代）
1889年（明治22年）4月、町村制の施行にともない、西江見・東江見・青木・内遠野・真門の5か村が合併し:1081、江見村が発足した。この際、仁我浦村の一部であった外堀が編入された。同年9月、東・西・南・北の4行政区に分けた:1081。
1922年（大正11年）12月20日、北条線（現内房線）南三原駅 - 江見駅間の延伸開業にともない江見駅が開業した。その後、1924年（大正13年）7月25日に太海駅（当時は太海村域）まで延伸している。
1933年（昭和8年）、町制を施行し江見町（初代）となる。

#### 江見町（2代目）
1955年（昭和30年）、昭和の大合併の中で江見町・太海村・曽呂村が合併、江見町（2代目）が発足した（新設合併）。「江見町」の名は「書き易く読み易」く「ひろく知られている」こと、町名変更による行政上の不便と経費増大を避ける観点から採用された。
1971年（昭和46年）、「三万市制特例法」のもと、江見町は鴨川町・長狭町と合併し、新設された鴨川市の一部となった。

### 行政区画・自治体沿革
- 1889年（明治22年）4月1日 - 町村制の施行により西江見村、東江見村、青木村、内遠野村、真門村、仁我浦村の一部（外堀）が合併して朝夷郡江見村が発足。
- 1897年（明治30年）4月1日 - 朝夷郡が安房郡に編入。
- 1933年（昭和8年）11月10日 - 町制を施行し江見町（初代）となる。
- 1955年（昭和30年）3月31日 - 太海村、曽呂村と合併し、改めて江見町（2代目）が発足。
- 1971年（昭和46年）3月31日 - 鴨川町、長狭町と合併し、鴨川市を新設。同日江見町廃止。

## 社会

### 経済
1926年（大正15年）発行の『千葉県安房郡誌』において、江見村は半農半漁の村落で、農家の副業として蔬菜や果樹の栽培が盛んであると記されている:1082。海産物としてはイワシ・アジ・カツオ・サンマが挙げられ、水産加工品として干鰯・煮干・鰹節が挙げられる:1082。
1971年（昭和46年）、鴨川市発足時の江見町は、花卉栽培が盛んで、バラやテッポウユリの産地として名高い町とその特徴が描かれている。

## 交通

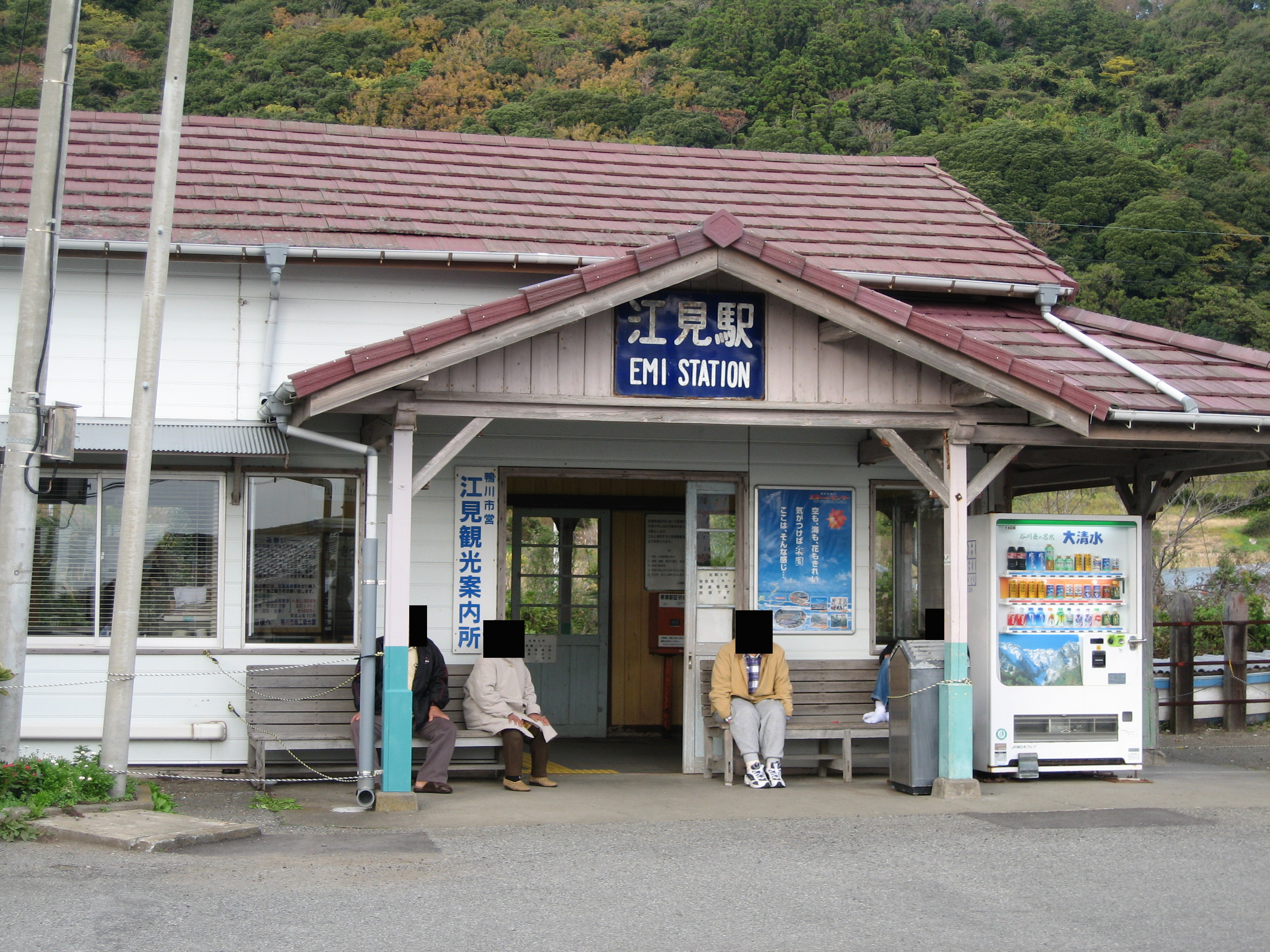
木造の江見駅舎（2006年11月）

### 鉄道
- 国鉄（現JR東日本）
  - 内房線：江見駅 - 太海駅

### 道路
- 国道128号

## 教育
- 江見小学校
  - 1874年（明治7年）、西江見の浄照寺に設立された西江見小学校をルーツとする[6]。1879年に青木小学校と合併、1892年（明治25年）に江見尋常小学校となる。1894年（明治27年）に移転し、以後長く地域の教育を担った[6]。鴨川市の一部となってからは鴨川市立江見小学校という名称になっていたが、江見地区の小学校の再編成に伴い2015年3月に閉校[6]。なお、江見地区の3校（江見・太海・曽呂）を統合した鴨川市立江見小学校が、旧江見中学校校舎を改修して開校した[6][7]。

- 江見中学校
  - 2011年に廃校となり、鴨川市立鴨川中学校に統合された[8]。